# Воскресенская (Ставропольский край)
Воскресе́нская — станица в Новоалександровском районе (городском округе) Ставропольского края России. Находилась в составе муниципального образования «Сельское поселение Раздольненский сельсовет» (упразднено 1 мая 2017 года).

## География
Станица расположена в степной зоне, на реке Камышеваха (левый приток Кубани), в 7 км южнее центра сельского поселения — села Раздольного.
Расстояние до краевого центра: 57 км. Расстояние до районного центра: 27 км.

## История
Основана как хутор Убеженский на землях станицы Каменнобродской. 

## Население
| 1900 | 1903 | 1910 | 1916 | 1989 | 2002 | 2010 |
| ---- | ---- | ---- | ---- | ---- | ---- | ---- |
| 491  | ↗496 | ↗609 | ↗780 | ↘388 | ↗453 | ↘446 |
| 2014 | 2023 |      |      |      |      |      |
| ↗500 | ↘419 |      |      |      |      |      |

По данным переписи 2002 года, 78 % населения — русские.

## Образование
- Детский сад № 18 «Черешенка»[10]

## Кладбище
Восточнее станицы находится общественное открытое кладбище площадью 14 тыс. м².